# کارمل واینری
کارمل واینری (عبری: יקבי כרמל‎) شرکت صنایع غذایی اسرائیلی است، که در سال ۱۸۸۲ توسط ادموند جیمز دو روتشیلد تأسیس شد.